# Lennia
Lennia is een Afrotropisch geslacht van vlinders van de familie van de dikkopjes (Hesperiidae), uit de onderfamilie van de Hesperiinae.

## Soorten
- Lennia binoevatus (Mabille, 1891)
- Lennia lena (Evans, 1937)
- Lennia lota (Evans, 1937)
- Lennia maracanda (Hewitson, 1876)